# Armoni e Mefibosete

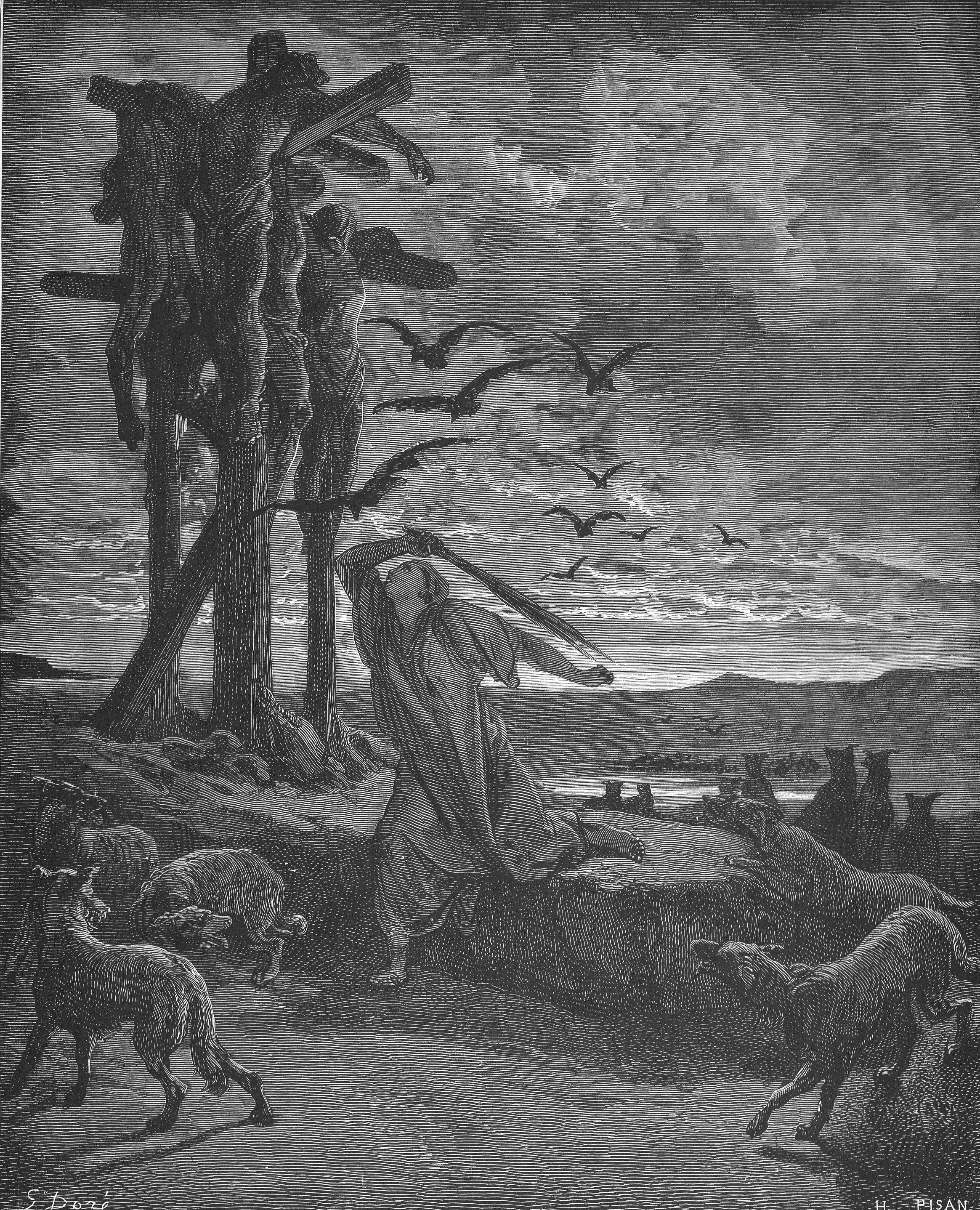
Representação de Gustave Doré de Rispa guardando os corpos de Armoni e Mefibosete

Armoni e Mefibosete foram os dois filhos de Saul através de sua concubina Rispa, filha de Aiá. Após a morte do rei, eles foram mortos em vingança por sua violência contra os gibeonitas.

## Narrativa bíblica
Suas mortes são descritas em II Samuel, capítulo 21. Ele descreve como Israel sofreu uma fome de três anos, que se pensava ter acontecido porque Saul havia prejudicado os gibeonitas anteriormente. Os gibeonitas disseram ao rei Davi que nada os compensaria agora, a não ser a morte de sete dos filhos de Saul (II Samuel 21:1–6). Davi, portanto, entregou-lhes Armoni, Mefibosete e cinco dos netos de Saul (filhos de Merabe e Adriel).
Os gibeonitas mataram todos os sete e penduraram seus corpos no santuário de Gibeá (II Samuel 21:8–9). Por cinco meses, seus corpos foram pendurados nos elementos, e a enlutada Rispa os protegeu de serem comidos por animais e aves de rapina (II Samuel 21:10). Finalmente, Davi mandou retirar os corpos e enterrá-los na sepultura da família em Zela com os restos mortais de Saul e seu meio-irmão Jônatas. (II Samuel 21:13–14).